# Gonçalo Bocas
Gonçalo Bocas is een plaats (freguesia) in de Portugese gemeente Guarda en telt 217 inwoners (2001).